# James Schwarzenbach
James Schwarzenbach (Rüschlikon, 5 agosto 1911 – Sankt Moritz, 27 ottobre 1994) è stato un politico e editore svizzero di estrema destra, a capo dell'Azione Nazionale e poi del Movimento repubblicano.

## Biografia
Terzogenito di Edwin, appartenente a una ricca famiglia di imprenditori dell'industria tessile, e di Elsa von Muralt, di origini ticinesi (i suoi antenati appartenevano alla famiglia ticinese dei Muralto), da bambino viene istruito in casa da due precettori, che gli impartiscono una educazione severa. Compie gli studi superiori al liceo Alpinum di Zuoz e prosegue studiando storia all'università di Zurigo, di Parigi e di Friburgo, dove ottiene la laurea e, dopo aver conosciuto un padre gesuita, abbandona la religione protestante e, tra lo sconcerto della famiglia, si converte al cattolicesimo.
Pur avendo la strada spianata nella grande impresa tessile messa in piedi dal nonno, in aperta polemica con la famiglia, James Schwarzenbach a 24 anni decide di dedicarsi alla cultura umanistica. Viaggia in tutta Europa e soprattutto nella Spagna del caudillo Francisco Franco, che ammira moltissimo, al pari del dittatore portoghese Salazar. Cosmopolita, parla cinque lingue. Negli anni '30 si avvicina agli ambienti integralisti, pubblica articoli per un giornale di estrema destra e partecipa ad alcune manifestazioni contro i migranti e gli ebrei, anche se per tutta la vita querelerà poi chiunque lo accusi di simpatie verso il nazismo.
Nel 1947 a Zurigo rileva la Thomas Verlag, casa editrice di orientamento cattolico che aveva pubblicato anche testi a impronta antisemita. Collabora a vari giornali (Zürcher Woche, Rhenischer Merkur, der Republikaner) e pubblica alcuni libri storici e biografici: François Mauriac, der Dichter zwiespaltigen Lebens, Im Kampf gegen den Bedrucker, Dolch oder Degen, Der Regimentsarzt, Belle époque. Nell'esercito ha il grado di maggiore. Membro in gioventù del Fronte Nazionale di estrema destra, Schwarzenbach è membro del Consiglio nazionale per il partito Azione Nazionale nella legislatura 1967-1971. Nel 1971, in seguito a una scissione dell'Azione Nazionale, venne creato il Movimento repubblicano di Schwarzenbach, con cui si riunì nuovamente nel 1990 per creare i Democratici Svizzeri. Schwarzenbach è principalmente noto per la sua campagna contro l'inforestierimento, nota come "iniziativa Schwarzenbach", che culminò con un referendum popolare, che si tenne il 7 giugno 1970.
Se accettata, l'iniziativa avrebbe limitato il numero di lavoratori stranieri in Svizzera, che nel 1970 erano 1.080.076 (il 17,2% della popolazione, il 54% dei quali erano italiani) al 10% della popolazione di ogni cantone svizzero salvo il Canton Ginevra (al 25%), e avrebbe comportato l'espulsione di 300.000 stranieri nell'arco di quattro anni. La votazione segnò un record di affluenza alle urne (i votanti raggiunsero il 75%, percentuale eccezionale per la Svizzera). La proposta venne respinta dal 54% dei votanti, e anche se nell'immediato (soprattutto a causa della crisi petrolifera del 1973), si assistette a una riduzione dei permessi di lavoro disponibili, il numero dei permessi ricominciò subito a salire negli anni successivi. Nel 2014 gli stranieri rappresentano il 24,3% della popolazione svizzera.

## Pubblicazioni
- François Mauriac, der Dichter zwiespaltigen Lebens
- Im Kampf gegen den Bedrucker
- Dolch oder Degen
- Der Regimentsarzt
- Belle époque